# 前415年
| 千纪： | 前1千纪 |
| 世纪： | 前6世纪 \| 前5世纪 \| 前4世纪 |
| 年代： | 前440年代 \| 前430年代 \| 前420年代 \| 前410年代 \| 前400年代 \| 前390年代 \| 前380年代                                                                                            |
| 年份： | 前420年 \| 前419年 \| 前418年 \| 前417年 \| 前416年 \| 前415年 \| 前414年 \| 前413年 \| 前412年 \| 前411年 \| 前410年                                                              |
| 纪年： | 周威烈王十一年 魯穆公元年 齊宣公四十一年 晉烈公元年 趙獻子九年 魏文侯十年韓武子十年 秦靈公十年 楚簡王十七年 宋昭公五十四年 衛懷公十一年 鄭繻公八年 燕閔公二十四年 越王朱勾三十三年 |

## 大事記
- 秦靈公派兵修補繁龐（今陝西省韓城市東南），在籍姑（今陝西省韓城市北）築城，繼續對魏國採取守勢。
- 雅典远征西西里岛。

## 逝世
- 秦靈公，秦國君主（生年不詳）。